# Friedrich Gerstäcker

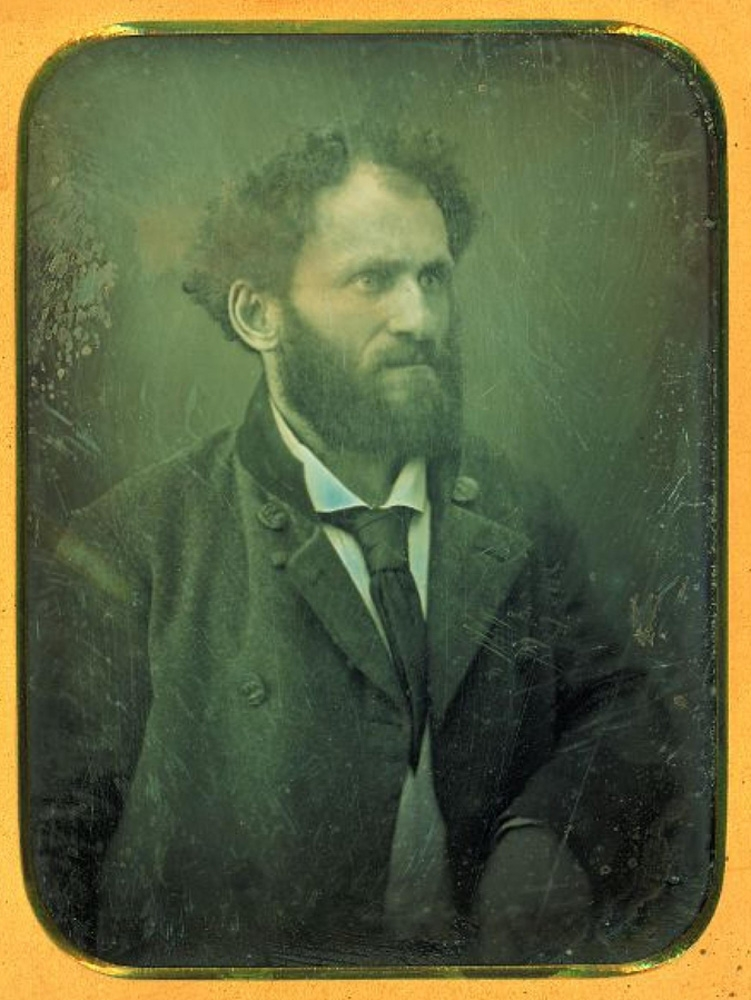
Friedrich Gerstäcker um 1850

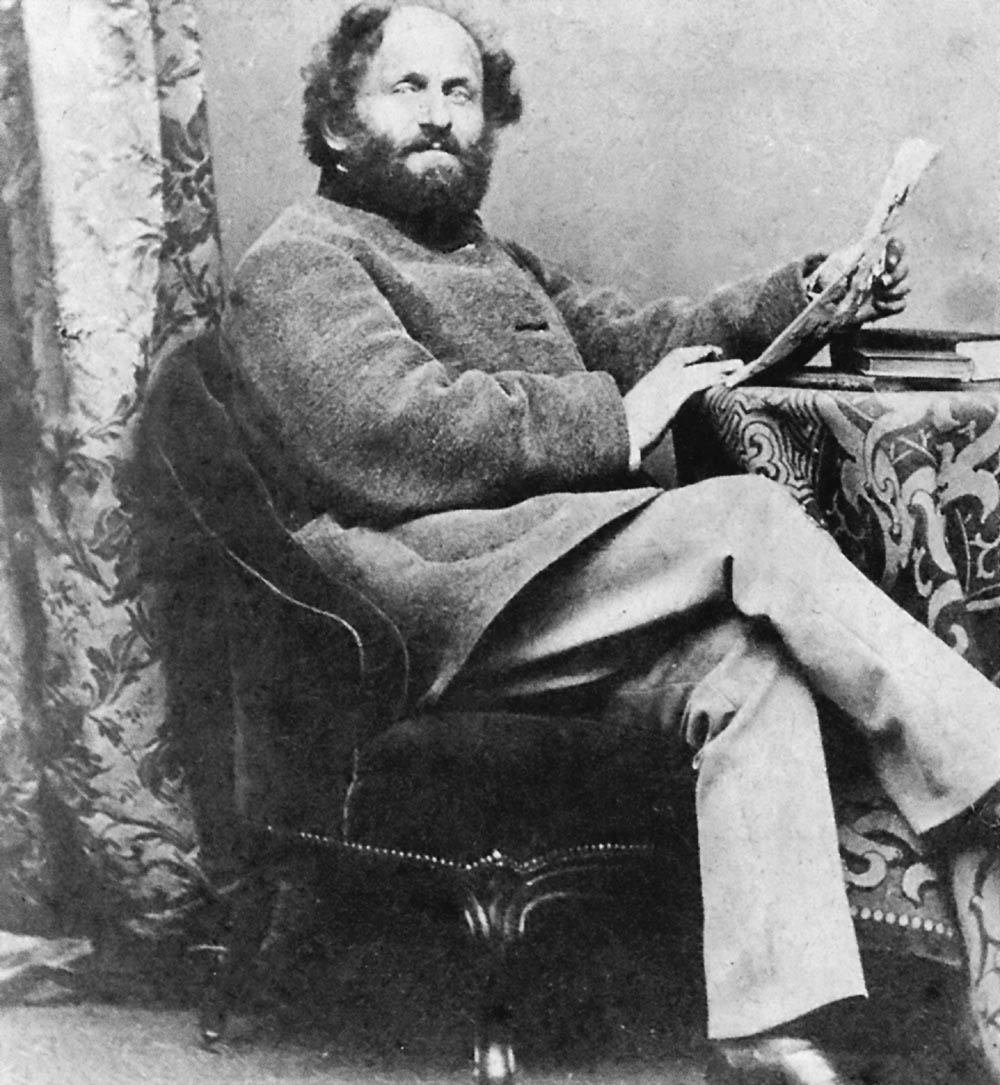
Friedrich Gerstäcker

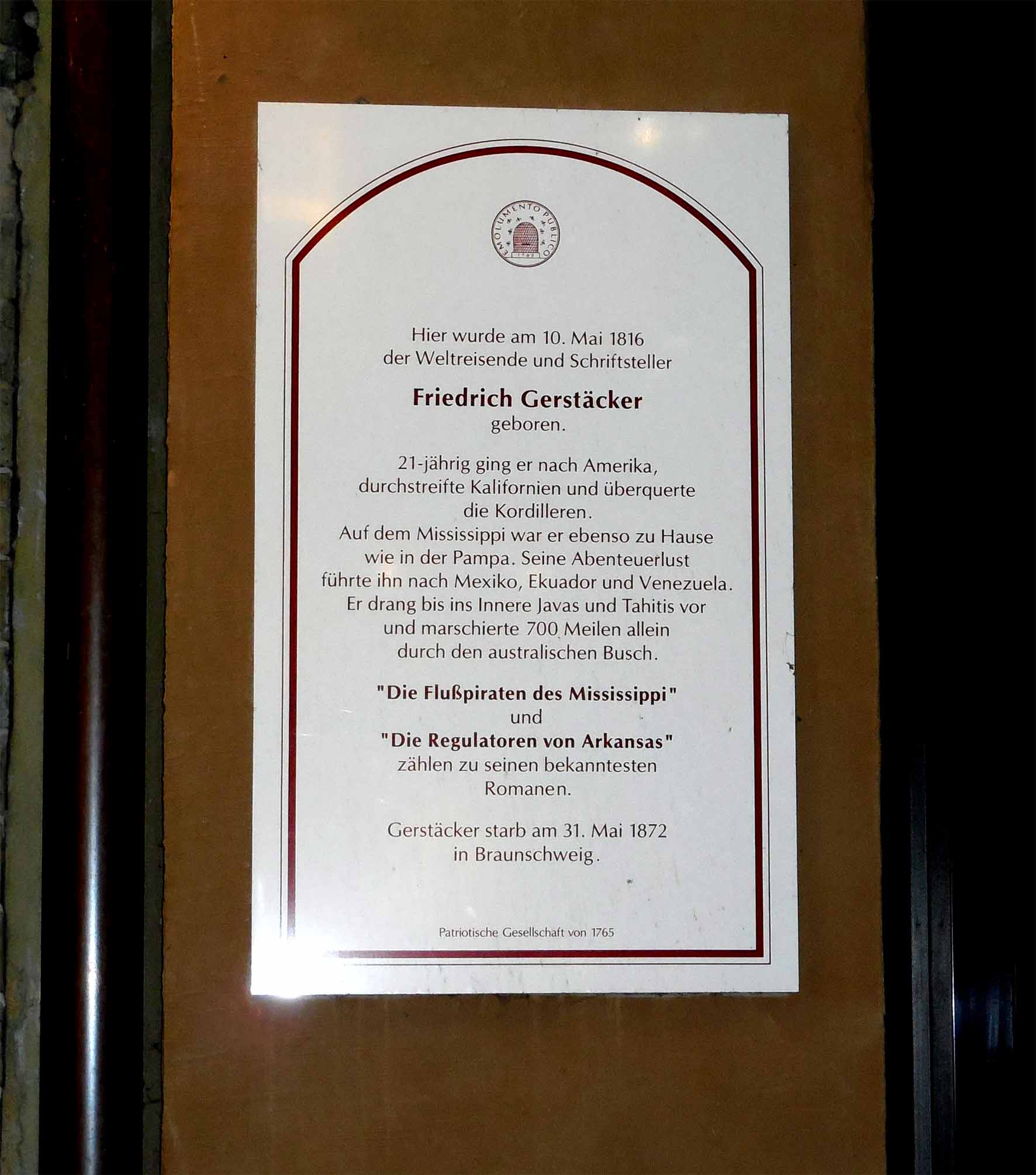
Gedenktafel am Geburtsgebäude Poststraße 19 in Hamburg

Friedrich Wilhelm Christian Gerstäcker (* 10. Mai 1816 in Hamburg; † 31. Mai 1872 in Braunschweig) war ein deutscher Schriftsteller. Er ist vor allem durch seine Bücher über Nordamerika bekannt; seine Bestseller waren Die Regulatoren in Arkansas (1846) und Die Flußpiraten des Mississippi (1847).

## Leben

### Kindheit und Jugend
Friedrich Gerstäcker wurde in Hamburg als Sohn des Opernsängerehepaars Friedrich Samuel Gerstäcker (1788–1825; Darsteller des Max in der Dresdner Erstaufführung von Carl Maria von Webers „Freischütz“) und der Louise Friederike Herz (1797–1890) geboren. Nach dem Tod seines Vaters lebte er mit seiner Schwester Molly zunächst bei seinem Onkel, dem Hofschauspieler Eduard Schütz in Braunschweig, und besuchte dort auch die Schule – das traditionsreiche Martino-Katharineum. Nach dem Abschluss der Mittleren Reife begann er 1833 in Kassel eine kaufmännische Lehre, die er nach wenigen Monaten wieder abbrach. Zu Fuß kehrte er zur Mutter nach Leipzig zurück und eröffnete ihr, dass er nach Amerika auswandern wolle. Seine Mutter konnte ihn zu einer landwirtschaftlichen Ausbildung auf dem Rittergut Doeben bei Grimma als Vorbereitung für ein Leben als Farmer überreden. Gerstäcker war ein begeisterter Leser von Daniel Defoes Roman Robinson Crusoe  sowie der ersten Lederstrumpferzählungen von James Fenimore Cooper und gründete seine Vorstellung von der Neuen Welt auf diese Lektüre. Gerstäcker bezeichnete sich stets als einen „Schüler Coopers“.

### Die erste Reise in die USA
1837 reiste er erstmals in die USA und arbeitete in verschiedenen Berufen (als Heizer, Matrose, Jäger, Farmer, Koch, Silberschmied, Holzfäller, Schokoladenerzeuger, Hotelier). Da ihm das städtische Leben nicht zusagte, führte er das Leben eines Jägers. Seine Tagebuchaufzeichnungen aus Amerika schickte er seiner Mutter, die sie an Bekannte weitergab. Erste Auszüge daraus sollen in Robert Hellers Zeitschrift Rosen erschienen sein; sie sind allerdings bis heute nicht nachweisbar. Nach sechs Jahren, in denen er Nordamerika von Kanada bis Texas und von Arkansas bis Louisiana durchwandert hatte, kehrte er voller Tatendrang 1843 nach Deutschland zurück. Er ließ sich in Dresden nieder, fertigte Übersetzungen bekannter Autoren aus dem Englischen an und veröffentlichte seine ersten schriftstellerischen Arbeiten in verschiedenen Zeitschriften. Die Regulatoren in Arkansas und Die Flußpiraten des Mississippi begründeten seinen schriftstellerischen Erfolg, Gerstäcker konnte seinen Lebensunterhalt künftig als freier Schriftsteller bestreiten.

### Freier Schriftsteller

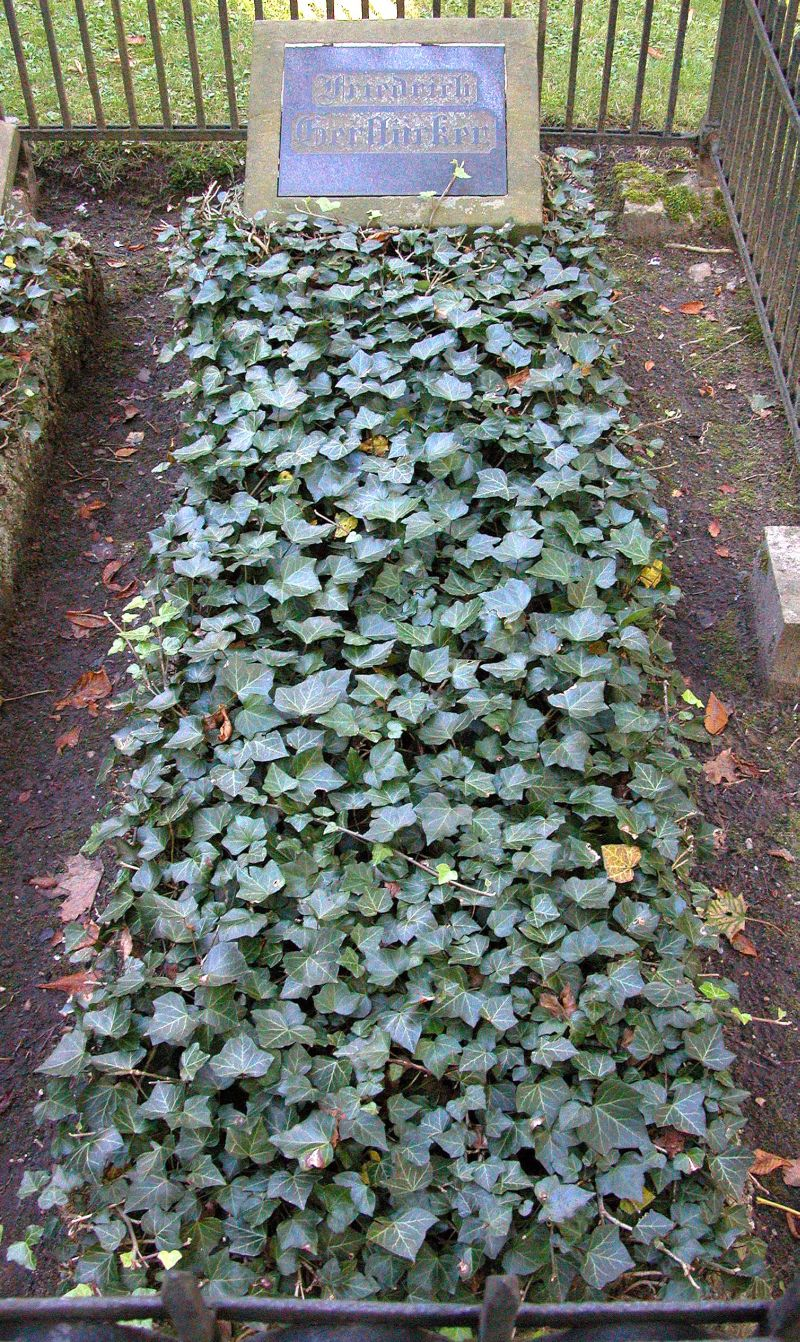
Gerstäckers Grab auf dem Magnifriedhof in Braunschweig

1844 veröffentlichte er sein erstes Buch, Streif- und Jagdzüge durch die Vereinigten Staaten Nord-Amerikas (Grundlage war sein Tagebuch). Im nächsten Jahr heiratete er Anna Aurora Sauer, die Tochter eines Kunstmalers aus Dresden. Mit ihr hatte er unter anderem die Tochter Marie, die 1870 William Huch heiratete, einen Onkel von Ricarda Huch und Rudolf Huch. Marie selbst war die Mutter von unter anderem Friedrich Huch und Felix Huch. Auch für die deutschen politischen Verhältnisse besaß Gerstäcker ein waches Auge und beobachtete die Ereignisse der Revolution von 1848 sehr genau.
1849 unternahm der junge Familienvater eine weitere Reise, die ihn diesmal nach Südamerika, Kalifornien, Tahiti und Australien führte und von der er erst 1852 wieder nach Europa zurückkam. Er schlug sich unterwegs auf abenteuerliche Weise durch, seine Familie wusste er durch die inzwischen veröffentlichten Werke finanziell abgesichert.
1860 trat er eine Reise nach Südamerika an, von der er 1861 zurückkehrte; in dem Jahr, in dem auch seine Frau starb. Mit einer Reisegesellschaft Herzog Ernsts II. von Sachsen-Coburg und Gotha begab er sich 1862 auf eine weitere Reise, diesmal nach Ägypten. Im nächsten Jahr heiratete er ein zweites Mal, die 19-jährige Niederländerin Marie Luise Fischer van Gaasbeek.
Zu seiner letzten großen Reise brach Gerstäcker 1867 auf, deren Route von Nordamerika, Mexiko über die Westindischen Inseln und Venezuela führte. Danach ließ er sich in Braunschweig nieder und nahm noch als Kriegsberichterstatter am Deutsch-Französischen Krieg von 1870/71 teil.
Friedrich Gerstäcker starb im Alter von 56 Jahren in Braunschweig mitten in den Reisevorbereitungen für eine Reise nach Asien und Indien nach einem Hirnschlag.

### Gerstäcker als Übersetzer

Titelblatt der gerstäckerschen Übersetzung von Herman Melvilles Omoo aus dem Jahre 1847

Den ersten unerwarteten Erfolg als Jungschriftsteller mit den Streif- und Jagdzüge durch die Vereinigten Staaten von Nordamerika (1844) beschreibt Gerstäcker in seiner Selbstbiographie zu seinem Bilde in der Gartenlaube rückblickend recht pragmatisch: „Die schriftstellerische Tätigkeit sagte mir allerdings insofern zu, als ich dabei ein vollkommen unabhängiges Leben führen konnte, aber ich hatte selber kaum eine Idee, daß ich je etwas Selbstständiges schaffen könne – die einfache Erzählung meiner Erlebnisse ausgenommen.“
Trotz dieses beachtlichen Anfangserfolges fiel es dem noch unbekannten Schriftsteller schwer, das bereits vorhandene Material (vor allem kleinere Erzählungen) zur Veröffentlichung zu bringen. In dieser Zeit fing Gerstäcker an, verschiedene Romane und Erzählungen aus dem Englischen ins Deutsche zu übersetzen.
In seinem eigenhändigen Werkverzeichnis bezeichnet er seine Übersetzung von Seba Smiths Der Indianerhäuptling und die Gefangene des Westens (1844) als „erste literar. Arbeit nach den Streif- und Jagdzügen“. Im Jahre 1845 entstand eine Übertragung von Thomas J. Farnhams Wanderungen nach dem Oregon im Leipziger Verlag Gustav Mayer. Bis zum Jahre 1849 folgten weitere Übersetzungen Gerstäckers u. a. Wilde Scenen in Wald und Prärie (1845) von Charles Fenno Hoffman, Die Abenteuer eines Auswanderers. Erzählungen aus den Colonien von Van Diemensland (1845) und Die Buschrähndscher (1846) von Charles Rowcroft, George Lippards Die Quäkerstadt (1846), Der Matrose von Bill Truck (1848) sowie Tyrwitt Brooks’ Vier Monate in Californien (1849).
Im Jahre 1847 erschien im Verlag Gustav Mayer die Gerstäcker-Übersetzung von Herman Melville unter dem Titel Omoo oder Abenteuer im stillen Ocean. Die Auflage betrug 1847 zwischen 2000 und 3000 Exemplare. Die für heutige Verhältnisse niedrige Stückzahl lässt sich dadurch erklären, dass den meisten Lesern das Geld für eigene Bücher fehlte und der Absatzmarkt in erster Linie aus den Leihbibliotheken bestand. Nicht nur durch den Umfang (die zweibändige Erstausgabe im Verlag Gustav Mayer umfasst insgesamt 515 Seiten) nimmt Omoo unter den sonst eher kürzeren Übersetzungsarbeiten Gerstäckers einen Sonderstatus ein. Weiterhin ist auffällig, dass der Verlag die Gerstäcker-Übersetzung mit 1847 datiert: Omoo erschien also noch im selben Jahr wie das englische Original und Gerstäckers zweiter eigener Roman Die Flußpiraten des Mississippi. Zudem wurde ein Jahr zuvor seine erste größere Übersetzung – sie umfasst 587 Seiten – publiziert: Die Quäkerstadt und ihre Geheimnisse von George Lippard. Die Jahre 1845–47 müssen für Gerstäcker also drei äußerst arbeitsintensive Jahre gewesen sein, anders wäre diese kolossale Textproduktion nicht zu bewältigen gewesen.
Es kann angenommen werden, dass die Übersetzungsarbeiten Gerstäcker geholfen haben, ein eigenes schriftstellerisches Œuvre zu schaffen. So gaben ihm die Vorlagen Mut, Ähnliches aus eigenen Erfahrungen, Eindrücken und Erlebnissen zu verfassen.
Da sich seine Übersetzungstätigkeit auf die frühen Jahre von 1844 bis 1849 beschränkt – mit einer Ausnahme: Mundys Australien aus dem Jahre 1856 –, wird die These unterstützt, dass die Arbeit als Übersetzer für Gerstäcker nur ein, wenn auch prägendes, Übergangsstadium gewesen ist. Gerstäckers „Karriere“ lässt sich durchaus mit der Formel Abenteurer – Übersetzer – Schriftsteller – Abenteurer umschreiben.
Der junge Gerstäcker, der „weit besser mit der Büchse als mit der Feder umzugehen [wußte]“, fand also erst über seine Tätigkeit als Übersetzer den Weg vom Abenteurer zum eigenständigen Schriftsteller, ohne jedoch seinen Status als „Weltenbummler“ aufzugeben. Immer schien für Gerstäcker zu gelten: „Wohnen? Lieber Gott, wie lange hatte ich das Wort nicht gekannt, und für mich gab es keine Rast. – Weiter – weiter der untergehenden Sonne nach.“

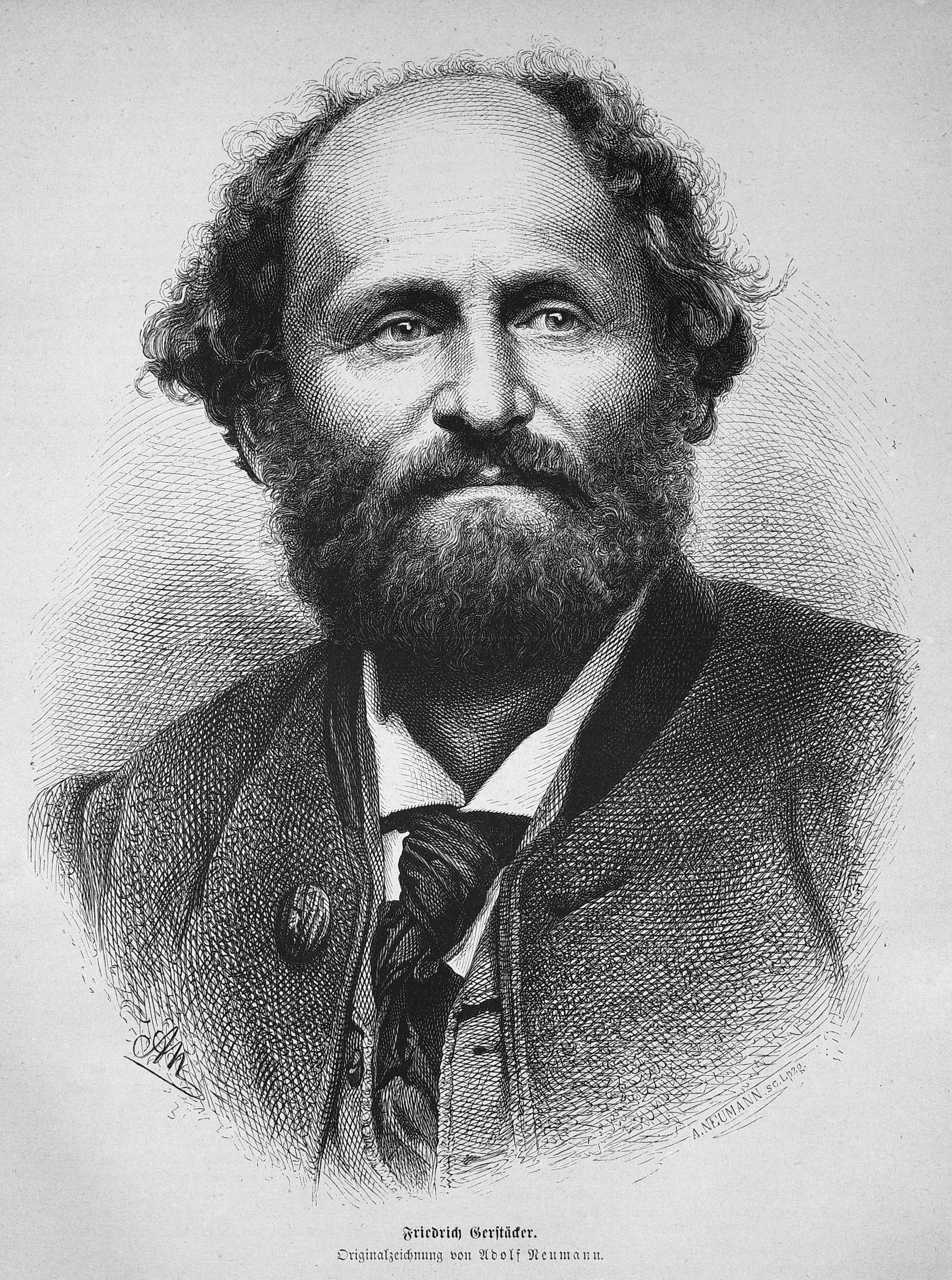
Porträt Gerstäckers (Die Gartenlaube 1872)

## Leistungen
Friedrich Gerstäcker war ein Autor spannender Abenteuerromane und -erzählungen, aber auch Dorfgeschichten, der ebenso Landschaften und kulturelle Verhältnisse so gut wiederzugeben verstand, dass noch heute ein überwiegend jugendliches Publikum seine bekannten Romane liest. Der von seinen deutschen Lesern und zahlreichen Auswanderungswilligen hochgeschätzte Weltenbummler hinterließ eine 44-bändige Gesamtausgabe, die er selbst noch vor seinem Tod für den Verlag von H. Costenoble, Jena, eingerichtet hatte. Seine Erzählungen und Romane regten zahlreiche Nachahmer an. Auch Karl May profitierte stark von ihm und verwendete Landschaftsbeschreibungen, ganze Erzählstränge sowie Sujets und Figuren. Auch Egon Erwin Kisch sind die Parallelen zwischen May und Gerstäcker aufgefallen, so erinnere Karl Mays Die Rache der Ehri an Gerstäckers Das Mädchen von Eimeo und die Figur Winnetou an den edlen Indianer Assowaum.

## Auszeichnungen und Ehrungen
- 1957 wurde er Ehrenbürger von Arkansas.[8][9]
- 1986 verfügte der damalige Gouverneur von Arkansas, Bill Clinton, den Geburtstag Friedrich Gerstäckers am 10. Mai zum „Friedrich Gerstäcker Day“.[10]
- Am Gebäude Poststraße 19 in Hamburg, wo Gerstäcker geboren wurde, erinnert eine Gedenktafel an ihn.[11]
- In der Adolfstraße 45 in Braunschweig, wo Gerstäcker seine letzten Lebensjahre (1869–1872) verbracht hat, erinnert eine Gedenktafel an ihn.[12]

## Museum

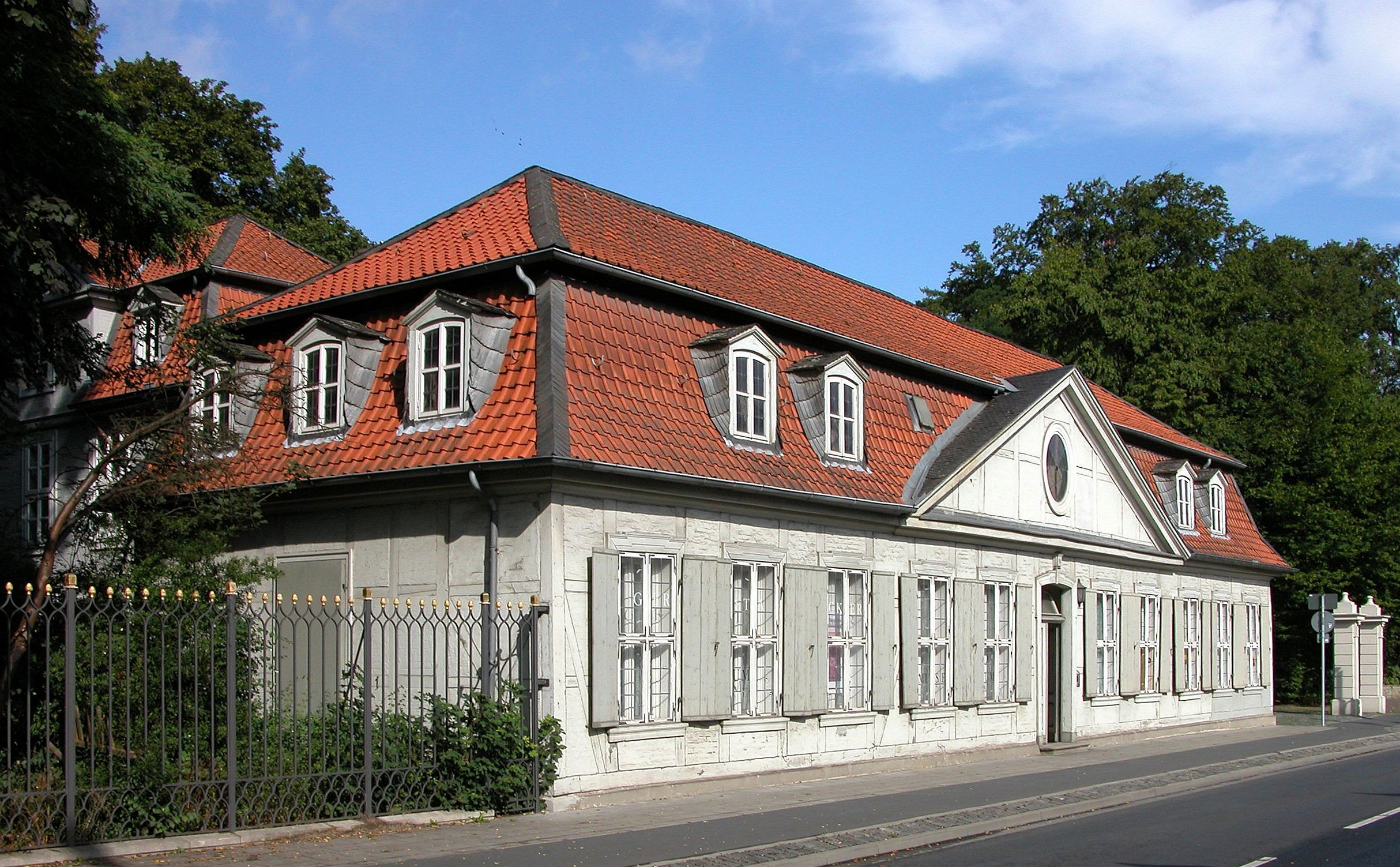
Das Gerstäcker-Museum

1979 wurde in Braunschweig die Friedrich-Gerstäcker-Gesellschaft e. V. gegründet, die von 1982 bis 2016 in der Wolfenbütteler Straße 56 ein privates Friedrich-Gerstäcker-Museum betrieb.

## Friedrich-Gerstäcker-Preis
Die Stadt Braunschweig stiftete 1947 den Friedrich-Gerstäcker-Preis, den ältesten deutschen Jugendbuchpreis, der alle zwei Jahre verliehen wird. Sein erster Preisträger war Kurt Lütgen (1952).

## Werke

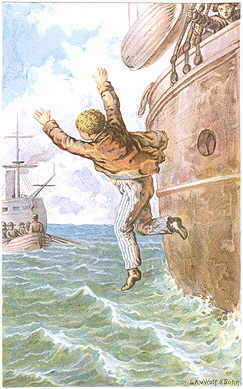
Illustration von Herbert König aus Fritz Wildaus Abenteuer zu Wasser und zu Lande, 1854

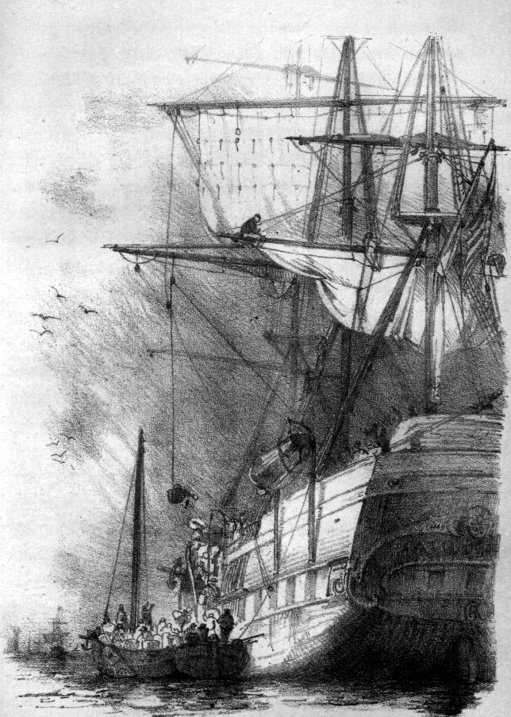
Illustration von Carl Reinhardt aus Nach Amerika, 1855

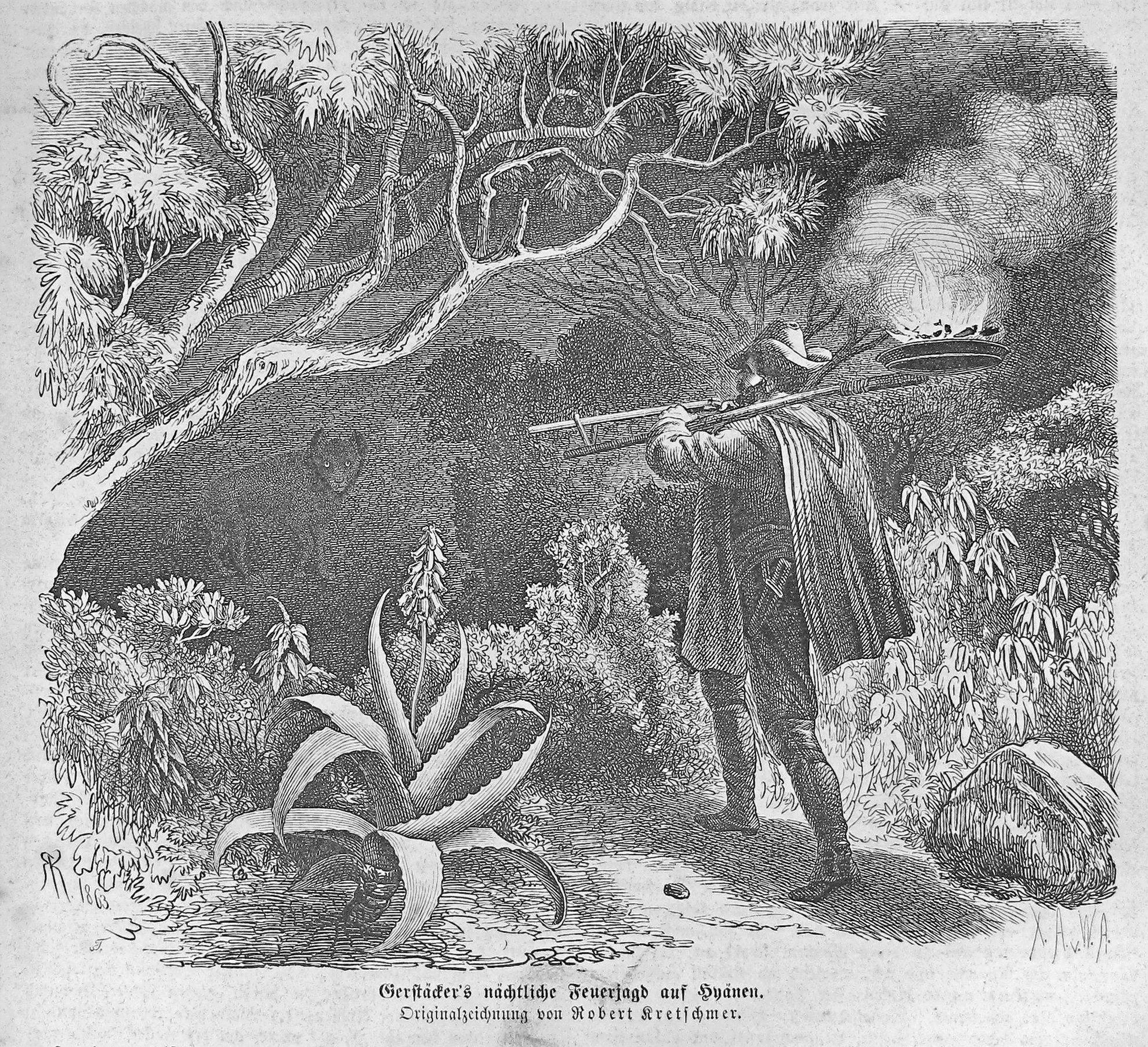
Illustration Gerstäcker’s nächtliche Feuerjagd auf Hyänen von Norbert Kretschmer in Die Gartenlaube, 1863

- Streif- und Jagdzüge durch die Vereinigten Staaten Nordamerikas, 1844. online
- Die Regulatoren in Arkansas, 1846 (Volltext online, Lexikus), mehrere Ausgaben 1934–1944 als Die Regulatoren von Arkansas, spätere bearbeitete Ausgabe als Hüter des Gesetzes
- Die deutschen Auswanderer. Fahrten und Schicksale, 1847
- Mississippi-Bilder, 1847. online Bd.1, Bd.2, Bd.3
- Reisen um die Welt, 1847. online Bd.1, Bd.2, Bd.3, Bd.4, Bd.5, Bd.6
- Die Flußpiraten des Mississippi, 1848. online Bd.1, Bd.2, Bd.3
- Schießwaffen. Einige Worte über den Gebrauch und die Behandlung der Büchsen und Flinten, 1848. online
- Amerikanische Wald- und Strombilder, 1849. online Bd.1, Bd.2
- Pfarre und Schule. Eine Dorfgeschichte, 1849. online Bd.1, Bd.2, Bd.3
- Wie ist es denn nun eigentlich in Amerika?, 1849
- Reisen, 1853. online Bd.1, Bd.2, Bd.3
- Der Wahnsinnige, 1853. online
- Aus zwei Welttheilen, 1854. online Bd.1, Bd.2
- Fritz Wildaus Abenteuer zu Wasser und zu Lande, 1854. online
- Tahiti, 1854 (online bei Project Gutenberg: 1. Band, 2. Band)
- Aus der See, 1855. online
- Aus Nord- und Südamerika, 1855. online
- Nach Amerika, 1855 (1. Band online, Project Gutenberg)
- Nach Amerika! Zweiter Band, 1855 (2. Band online)
- Californische Skizzen, 1856. online
- Der kleine Walfischfänger, 1856
- Das alte Haus, 1857. online
- Aus dem Matrosenleben, 1857. online
- Die beiden Sträflinge, 1857. online Bd.1, Bd.2, Bd.3
- Der kleine Goldgräber in Kalifornien, Leipzig: Costenoble, [1857]. Digitalisierte Ausgabe der Universitäts- und Landesbibliothek Düsseldorf
- Eine Gemsjagd in Tyrol, 1857. online
- Herrn Mahlhuber’s Reiseabenteuer, 1857. online
- Waidmanns Heil, 1857. online
- Die Welt im kleinen. Für die kleine Welt, 1857
- Blauwasser, 1858
- Der erste Christbaum, 1858
- Der Flatbootmann, 1858. online
- Gold! Ein kalifornisches Lebensbild aus dem Jahre 1849, 1858. online Bd.1, Bd.2, Bd.3
- Hell und Dunkel, 1859. online Bd.1, Bd.2
- Inselwelt, 1860. online Bd.1, Bd.2
- Germelshausen, 1860. online
- Der Kunstreiter, 1861. online Bd.1, Bd.2, Bd.3
- Unter dem Aequator, 1861. online Bd.1, Bd.2, Bd.3
- Achtzehn Monate in Süd-Amerika, 1862. online Bd.1, Bd.2, Bd.3
- Heimliche und unheimliche Geschichten, 1862. online Bd.1, Bd.2
- Aus meinem Tagebuch, 1863. online Bd.1, Bd.2
- Die Colonie, 1864. online Bd.1, Bd.2, Bd.3
- Im Busch, 1864. online
- Das Märchen von dem Schneider, der Bauchschmerzen hatte, 1864
- Der Wilderer, 1864 (Scan online)
- General Franco, 1865. online
- Pätz und Putz, 1865. online
- Sennor Aguila, 1865
- Unter Palmen und Buchen, 1865. online Bd.1, Bd.2, Bd.3
- Wilde Welt, 1865. online Bd.1, Bd.2, Bd.3
- Der Erbe, 1867. online Bd.1, Bd.2, Bd.3
- Eine Mutter, 1867. online
- Unter den Pehuenchen, 1867. online
- Hüben und drüben, 1868. online Bd.1, Bd.2, Bd.3
- Die Missionäre, 1868. online Bd.1, Bd.2
- Neue Reisen, 1868 (Band 1–3 online)
- Kreuz und quer, 1869. online Bd.1, Bd.2, Bd.3
- Ein Parcerie-Vertrag, 1869. online
- Die Blauen und die Gelben, 1870. online Bd.1, Bd.2, Bd.3
- Buntes Treiben, 1870. online Bd.1, Bd.2, Bd.3
- Nach dem Schiffbruch, 1870. online
- Das Wrack des Piraten, 1870. online
- In Mexico, 1871. online Bd.4,1
- Verhängnisse, 1871. online
- Im Eckfenster, 1872
- In Amerika, 1872. online Bd.1, Bd.2, Bd.3
- Ein Plagiar, 1872. online

Ausgaben
- Friedrich Gerstäckers Werke, 43 Bd.e, neu durchgesehen und herausgegeben von Dietrich Theden, Berlin SW. o. J. (1886?), Verlag von Neufeld & Henius
- Wilde Welten. Eine Reise in Erzählungen, zum 200. Geburtstag herausgegeben und mit einem Nachwort von Roman Lach. Ripperger & Kremers, Berlin 2016, ISBN 978-3-943999-32-7

## Bühnenadaptionen
- Brigadoon (1947) von Alan Jay Lerner und Frederick Loewe.

## Verfilmungen
- Brigadoon (USA, 1954), unter der Regie von Vincente Minnelli, mit Gene Kelly, Van Johnson, Cyd Charisse.
- Die Flußpiraten vom Mississippi (D, F, I 1963), unter der Regie von Jürgen Roland, mit Hansjörg Felmy, Horst Frank, Sabine Sinjen, Karl Lieffen.
- Die Goldsucher von Arkansas (D, F, I, 1964), unter der Regie von Paul Martin, mit Mario Adorf, Horst Frank, Dieter Borsche, Ralf Wolter, Marianne Hoppe.